# 紫悅
紫悅（英語：Twilight Sparkle）是美國-加拿大動畫《彩虹小馬：友情就是魔法》的主角，於第一季第一集《Friendship Is Magic (part 1)》首次出場。其初登場時為一匹擁有薰衣草色身體、靛青色混和粉紅與紫色相間鬃毛與尾巴的獨角獸，象徵和諧元素中的「魔法」。在第三季第十三集《Magical Mystery Cure》中，紫悅轉變為神駒族，並被加冕為公主。

## 人物

### 發展
紫悅的人物形象主要來自彩虹小馬第一代中名為Twilight的獨角獸玩具，以及彩虹小馬第三代角色Twilight Twinkle。

### 介紹
紫悅生長於小馬國首都坎特拉城，是宇宙公主（小馬國的統治者）“最忠實的學生”。她熱愛閱讀，認為知識比友誼更重要，因而對交友一事不甚用心。
在S1E1的開頭，紫悅在一本舊書中發現：被放逐的「噩夢之月」即將在夏日祭典之時回歸小馬國。紫悅寫信警告宇宙公主，但宇宙公主卻在回信中讓她不要多想，並叫紫悅去小馬鎮監督夏日祭典的籌備工作，且要求她多交朋友。紫悅到小馬鎮後，先後與蘋果嘉兒、雲寶、珍奇、柔柔和碧琪五匹馬結為好友，並在歷險中通過友誼，尋得六大和諧元素，最終將噩夢之月淨化為月亮公主。此後，紫悅逐漸了解起友誼的重要性，並接受宇宙公主的指示，留在小馬鎮學習友誼魔法。
在S3E13中，紫悅試圖補完星璇白鬍智者的咒語，卻意外地顛倒了五個朋友的可愛標記。最後，紫悅憑借對朋友的理解，解決了可愛標記問題，並補完了咒語。因此，紫悅成功進化為神駒族，加冕為小馬國第四位公主。
紫悅精通各類知識，擁有極為出色的魔法技能，同時她善於組織領導，並知道如何幫助其他小馬運用其天賦。但當她太過條理或壓力過大時，會變得很神經質且容易鑽牛角尖。

## 家庭
紫悅的父母為靜夜耀芒與黎明天幕，哥哥為閃耀盔甲，嫂子為韻律公主，姪女為凝心雪兒。
紫悅來到小馬鎮後，由宇宙公主安排，住在鎮上的金橡樹圖書館中。後圖書館於s4e26中被提雷克夷平，此後她住在由和諧之樹變化的友誼城堡中。
紫悅和自幼撫養的幼龍穗龍同居，而穗龍亦充當著紫悅的秘書、管家。在s1e24中，紫悅得到了一隻寵物貓頭鷹--奥罗威。

## 反響及評價

### 角色分析
多位作家就紫悅這一角色形象進行了分析、評論。
帕沃爾·科什納恰認為：紫悅是將M6（即紫悅和她最初的五個朋友）凝聚為一體的粘合劑。
來自迪波内戈罗大学的作者特蕾西婭·西蒂尼亞克宣稱，紫悅代表了美式價值觀中個人主義、利他主義和勤勉美德三個方面，而利他主义這一方面在紫悅身上體現得最為突出:
1. 紫悅充滿冒險精神的生活，她為朋友們帶去的精神支柱，以及她那自信、樂觀、喜好獨處的個性，都反映了紫悅個人主義的特性。
2. 紫悅在她追尋生命意義的過程中，習得了友誼、敢於自我承認錯誤、盡己所能達成最好、為密友帶去愛與支持、以及為改善社會、拯救祖國而努力。以上種種，都體現了紫悅利他主義的特性。
3. 紫悅的勤勉美德體現在她的高標準、責任感、領導力以及她的夢想上。[4]

來自極客之巢網的作者伊桑·劉易斯斷言：紫悅具有許多矛盾之處，舉個例子––紫悅雖然是一匹崇尚理性、邏輯和科學的小馬，但她的和諧元素卻象征著“魔法”。